# 胸に抱いて忘れない
『胸に抱いて忘れない』（むねにだいてわすれない）は、BAADの7枚目のシングル。

## 概要
- 約10ヶ月半ぶりにリリースした本作は初めて他の作詞家に委託した表題曲でアニメ映画「地獄先生ぬ〜べ〜 恐怖の夏休み!!妖しの海の伝説!」[1]エンディング・テーマ。
- カップリングの「雨に濡れたヒマワリ」はドラムの新井康徳が初めて作詞を手がけた曲である。

## 収録曲
1. 胸に抱いて忘れない
作詞：早川悠　作曲：大田紳一郎　編曲：BAAD
2. 雨に濡れたヒマワリ
作詞：新井康徳　作曲：大田紳一郎　編曲：BAAD
3. 胸に抱いて忘れない(inst.)